# Ligne 60 (Infrabel)
Pour les articles homonymes, voir Ligne 60.
La Ligne 60 est une ligne de chemin de fer de Belgique. Elle commence avant la bifurcation de la gare de Jette (à Ganshoren) et se termine près de la gare de Termonde

## Histoire
Cette ligne, construite par des fonds privés pour les Chemins de fer de l'État belge fut ouverte en 1879 entre Termonde et Asse et prolongée en 1881 entre Asse et Jette. Elle permet une liaison directe entre Bruxelles et Termonde (auparavant, il fallait passer par Alost ou Louvain) et dessert également plusieurs villes et villages de la province du Brabant flamand qui ne disposaient pas encore d’une desserte ferroviaire.
En 1879 ouvre la gare d'Opwijk qui se trouvait à la jonction de la ligne Termonde - Asse ainsi que d’une seconde ligne (Ligne 61 (Infrabel)) désormais fermée, ouverte la même année entre Alost et Londerzeel. Il existait également une connexion avec la Ligne 50 entre Bruxelles et Gand à Jette tandis que Termonde était déjà desservi par la Ligne 53 entre Louvain et Gand, la Ligne 52 entre Anvers et Termonde (en partie fermée) et la Ligne 57 entre Alost et Lokeren (en partie fermée).
La ligne fut d'emblée construite à double voie et, à part pour la Gare d'Asse, reçut des gares de plan type 1873 aux arrêts importants. La plupart sont encore debout à l'heure actuelle.
La ligne fut électrifiée en 1981.
Actuellement, elle est utilisée par des trains des lignes S3 et S10 du Réseau express régional bruxellois ainsi que par des InterCity qui ne marquent aucun arrêt. Il existe aussi un trafic de marchandises.

## Tracé

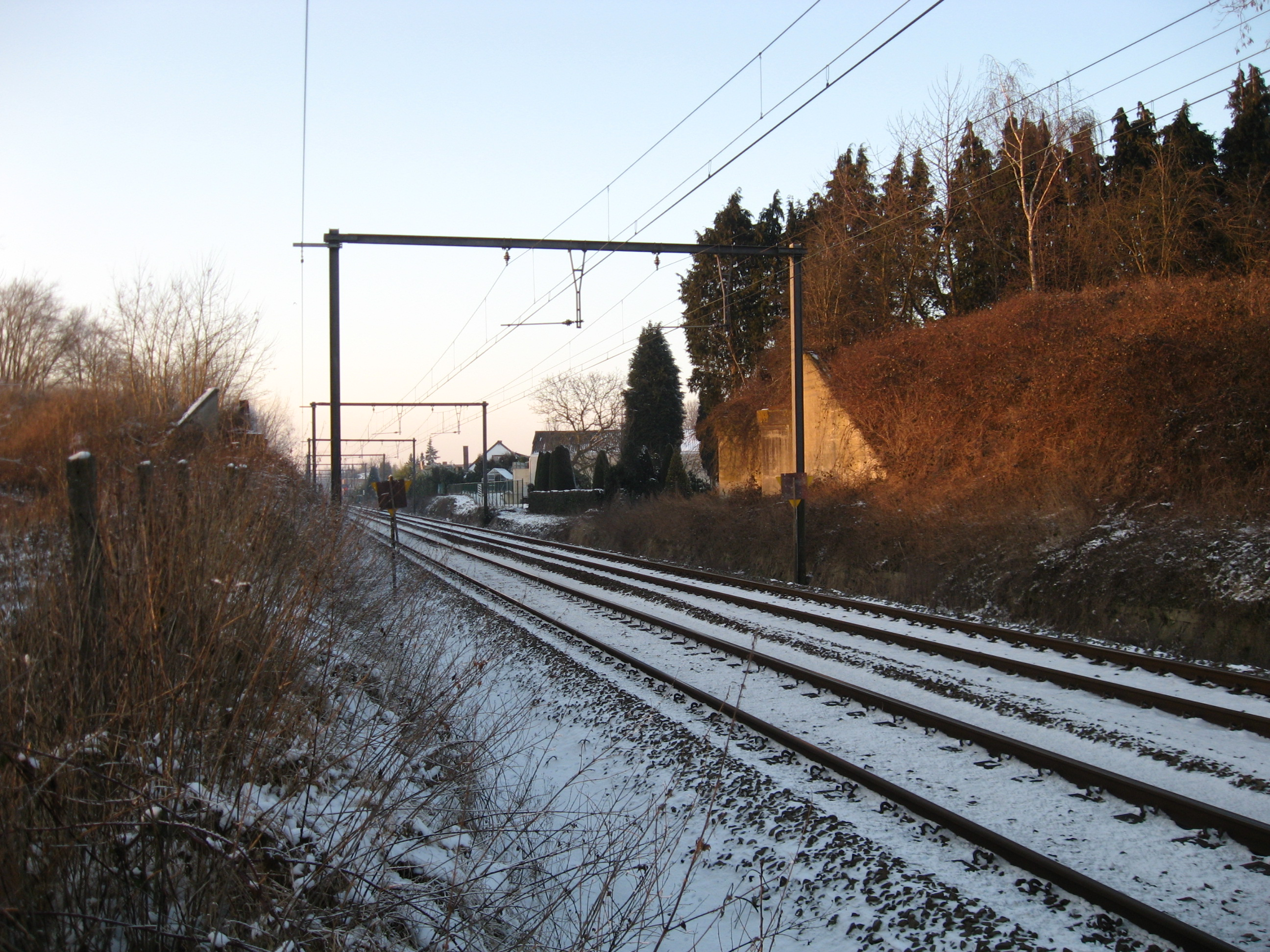
La ligne entre Asse et Walfergem, avec les culées d’un ancien pont de la ligne vicinale Bruxelles - Asse - Alost